# Marta Álvarez Guil
Marta Francisca Álvarez Guil (Madrid, 1967) es una licenciada en Derecho española, presidenta del Grupo El Corte Inglés, la Fundación Ramón Areces y accionista de Iberia y Vueling (Grupo IAG).

## Biografía
Ella y su hermana son hijas de Alfonso del Rey y María José Guil y ésta, al enviudar se casó con Isidoro Álvarez, en 1992. En 2003, las dos hermanas cambiaron su primer apellido, por el de Álvarez, su padre adoptivo. Marta Álvarez se  licenció en Derecho por la Universidad de CEU San Pablo, de Madrid, y posteriormente hizo un curso de arte en Sotheby’s, en Reino Unido, porque le apasionaba el arte. También pasó una temporada en París, donde profundizó en el conocimiento de la distribución comercial.
Trabajó durante cinco años en la casa de subastas Sotheby's, primero en Londres y después en Madrid. Trabajó en la venta al público en el Corte Inglés del Paseo de la Castellana. Pasando por el departamento de viajes del grupo, como becaria. En 2015, se incorporó al consejo de administración del Corte Inglés. En 2019, fue nombrada presidenta de esta compañía. En 2021 fue nombrada presidenta de la Fundación Ramón Areces.